# Nils Bohlin
Nils Ivar Bohlin (Hernosândia, 17 de julho de 1920 — Ramfall, 26 de setembro de 2002) foi um engenheiro mecânico e inventor sueco. 
Inventou o cinto de segurança de três pontos, quando trabalhava na Volvo. Em 1999 foi incluído no Automotive Hall of Fame.

## Biografia
Nascido em Härnösand, na Suécia, em 1920, Bohlin obteve um diploma em engenharia mecânica no Ginásio de Härnösand, em 1939. Em 1942, começou a trabalhar para a fabricante de aviões Saab AB como projetista de aeronaves e ajudou a desenvolver assentos ejetáveis. Em 1958, ingressou na Volvo como engenheiro de segurança. A ele é creditada a invenção do moderno cinto de segurança de três pontos, hoje um recurso de segurança padrão em todos os automóveis.

## Cinto de segurança

Cinto de segurança de três pontos

Bohlin trabalhou no cinto de segurança por cerca de um ano, utilizando habilidades que usou no desenvolvimento de assentos ejetáveis para SAAB; ele se concentrou em manter o motorista seguro em um acidente de carro. Depois de testar o cinto de segurança de três pontos, ele apresentou sua invenção à empresa Volvo em 1959 e recebeu sua primeira patente (número 3.043.625). Dez anos depois, ele chefiou o Departamento Central de Pesquisa e Desenvolvimento da Volvo em 1969.
Em 1974, recebeu o Prêmio Ralph Isbrandt de Engenharia de Segurança Automotiva e, em 1989, foi incluído no Hall da Fama de Segurança e Saúde. Recebeu uma medalha de ouro da Academia Real Sueca de Ciências de Engenharia em 1995 e, em 1999, foi incluído no Automotive Hall of Fame. Aposentou-se da Volvo como engenheiro sênior em 1985 e foi postumamente incluído no Hall da Fama dos Inventores Nacionais. Bohlin se aposentou em 1995.

## Morte
Bohlin sofreu um AVC em maio de 2002. Ele morreu em 26 de setembro de 2002, aos 82 anos, devido a complicações deixadas por um ataque cardíaco e foi sepultado na Igreja Torpa em Ramfall, Comuna de Ydre, na Suécia.